# Sedophascolomys
Sedophascolomys — вимерлий рід вомбатів, відомий з пліоцену та плейстоцену Австралії. Є єдиний визнаний вид, S. medius, який раніше включався до недійсного роду Phascolomys. Було виявлено в північно-східних і східних районах континенту. Вважається, що він дещо більший, ніж нинішні вомбати, з масою тіла 70-75 кілограмів. Наймолодші залишки роду датуються пізнім плейстоценом, приблизно 50 — 40 тис. років тому. Вважається, що він тісно пов’язаний з гігантськими вомбатами родів Phascolonus і Ramsayia.